# Samuel Sorbière
Pour les articles homonymes, voir Sorbière.
Samuel Joseph Sorbière, né en 1610 ou 1615 à Saint-Ambroix et mort le 9 avril 1670 à Paris, est un médecin, traducteur, philosophe et vulgarisateur scientifique, proche des libertins érudits du milieu du XVIIe siècle, et surtout connu pour sa promotion des œuvres de Hobbes et Gassendi.

## Biographie
Très tôt orphelin, Sorbière est recueilli et élevé par son oncle maternel, le savant pasteur nîmois Samuel Petit. Il étudie la médecine à la Faculté de Paris, et obtient vers 1639 le grade de docteur. En 1642, s'installe aux Pays-Bas, où il réside sous le nom de Guthbertas Higlandus. L'année suivante, il publie une traduction française de l’Utopia de Thomas More. En 1647, il fait paraître le De Cive de Hobbes à Amsterdam, dont il publie la traduction française en 1649. En 1652, il publie la traduction française de De Corpore Politico du même auteur, qu'il aidera, en 1668, à trouver un éditeur pour la traduction latine de son Leviathan. Après avoir pratiqué la médecine à Leyde, il revient en France en 1650, et prend la direction du collège d’Orange.
Trois ans plus tard, il se convertit au catholicisme, ce qui lui permettra, en 1660, d'être nommé historiographe du roi. En 1663-1664, il visite l’Angleterre, où il est admis dans la Royal Society. En 1664, il publie sur ce séjour une relation immédiatement frappée par la censure. En 1667, il se rend à Rome.
Il met fin à ses jours en s’empoisonnant.
On lui doit un seul ouvrage de médecine, le Discours sceptique sur le passage du chyle et les mouvements du cœur, que Jean Riolan attribuait à Gassendi  et des œuvres littéraires parfois intéressantes et dont le style est encore estimé. Entre autres travaux d’érudition, il a écrit la vie de Gassendi, dont il était l’ami et dont il partageait la doctrine.

### Œuvres
- Lettre inédite de Sorbière à son oncle Samuel Petit [datée du 25 novembre 1639], texte avec traduction et commentaire par Ch. Liotard, Mémoires de l'Académie de Nîmes, VIIe série, tome XI, 1888, p. 299-308, consultable sur Gallica ; tirage à part, Nîmes, Clavel et Chastanier, 1889, consultable sur Gallica.
- Lettre inédite de Sorbière à André Rivet [datée du 21 décembre 1642], Bulletin de la Société de l'histoire du protestantisme français, Paris, 1860, p. 411-416 consultable sur Gallica.
- Discours sceptique sur le passage du chyle & sur le mouvement du Cœur. Où sont touchees quelques difficultés sur les opinions des Veines Lactees, & de la Circulation du Sang, Leyde, De l'imprimerie de Jean Maire, 1648, consultable sur Google Livres
- Portrait d'un savant du dix-septième siècle Claude Saumaise, dans une lettre adressée de Leyde le 11 janvier 1648 au Père Mersenne, Le Magasin pittoresque, 1841, p. 324, consultable sur Gallica.
- Samuelis Sorberii gymnasiarchæ Arausionis oratio inauguralis habita XIV kal. Nov. Anni 1650 [18 octobre 1650], Orange, Édouard Raban, 1650.
- Harangue pour l'ouverture du college d'Orange, le 19 oct. 1653, Orange, Édouard Raban, 1653.
- Discours du sieur de Sorbiere sur sa conversion à l'Église catholique, Paris, Antoine Vitré, 1654, consultable sur Gallica.
- « Viro clarissimo D. Joanni Pecqueto, med. d. celeberrimo, venarum lactearum thoracicarum inventori sagacissimo, Sebastianus Alethophilus », in Ioannis Pecqueti Diepæi doct. med. Monspeliensis experimenta nova anatomica, etc., Paris, Officine de Cramoisy, 1654, consultable sur Internet Archive.
- A Monsieur Colbert, conseiller du Roy en ses Conseils, & Intendant de la Maison & affaires de Son Eminence, s.l.n.d., lettre datée du 21 décembre 1655.
- Sebastiani Alethophili Ad Franciscum Lignerium epistola. De vitanda in scribendo acerbitate, & amplectendo sapientiae studio, s.l.n.d. [1657].
- Trois discours sceptiques [« Discours Sceptique de Monsieur SS. sous le nom d'Alethophile à Philotime, pour monstrer que Paris & les François ne sont pas exempts de toute sorte de Barbarie », «Second Discours Sceptique du mesme, à Ariste, en faveur des Bestes & du Gouvernement Despotique », « Troisiesme Discours Sceptique d'Alethophile, de la fausse prudence du Siecle »], dans Suitte des Mémoires de Michel de Marolles, abbé de Ville-loin. Contenant douze traitez sur divers Sujets Curieux, dont les noms sont imprimez dans la page suivante, Paris, Antoine de Sommaville, 1657, p. 53-79, 80-86, 113-130, consultable sur Gallica.
- De Vita et Moribus Petri Gassendi, préface aux Opera omnia de Gassendi, tome I, fol. 5-18, 1658, consultable sur Gallica.
- Relations, lettres et discours sur diverses matieres curieuses, Paris, Robert de Ninville, 1660, consultable sur Google Livres.
- Lettres et discours de M. de Sorbiere sur diverses matieres, Paris, François Clousier, 1660, consultable sur Google Livres.
- De l'amitié. A Monsieur de Vaubrun, comte de Nogent, Paris, Estienne Loyson, 1660, consultable sur Google Livres.
- Samuelis Sorberii Ad Stephanum Baluzium allocutio, in funere Petri de Marca, archiepiscopi Parisiensis, Sans lieu, 1662 ; rééd. dans Stephani Baluzii Tutelensis, Canonici Remensis, Epistola ad Clarissimum et erudissimum virum Samuelem Sorberium, De vita, rebus gestis, moribus, & scriptis Illustrissimmi Viri Petri de Marca, Archiepiscopi Parisiensis, Paris, François Muguet, 1663, p. 131-137, consultable sur Google Livres.
- Gustave Cohen, Une biographie inédite de Hugo Grotius par Samuel Sorbière, s.l.n.d., tiré à part des Grotiana, VI, 1933-1935, qui reprennent une contribution aux Mélanges de philologie offerts à Jean-Jacques Salverda de Grave, Groningue, Wolters, 1933.
- Relation d’un voyage en Angleterre, où sont touchées plusieurs choses, qui regardent l'estat des Sciences, et de la Religion, et autres matieres curieuses, Paris, Louis Billaine, 1664, consultable sur Google Livres, et Cologne, P. Michel, 1666, consultable sur Google Livres ; réédition en fac-similé Saint-Étienne, Publications de l’Université de Saint-Étienne, 1980.
- Lettre à un ami sur la difficulté que les jansenistes font de signer le formulaire dressé par l'Assemblée Generale du Clergé de France, Paris, Rémy Soubret, 1664[1].
- Discours de M. de Sorbiere sur la comete. A Monseigneur l'Evesque de Constance [= Coutance], s.l.n.d., 1665, consultable sur Gallica.
- Discours de monsieur de Sorbiere, touchant diverses expériences de la transfusion du sang, Paris, Jean Cusson, 1668, consultable sur Google Livres.
- Épître dédicatoire des Avantages de la langue françoise sur la langue latine par M. Le Laboureur, Paris, Guillaume de Luyne, 1669, consultable sur Google Livres.
- Avis à un jeune médecin, sur la maniere dont il se doit comporter en la pratique de la médecine, Lyon, Jacques Faeton, 1672, consultable sur Google Livres.
- Discours de feu Monsieur Sorbiere, I. De l'excez des complimens & de la civilité. II. De la critique. III. Sur ce que l'on dit communément, que les hommes ne changent point. IV. De la solitude, Lyon, chez François Larchier, au rendez-vous des Singes, proche l'Hôpital, 1675, consultable sur Gallica.
- Sorberiana, Sive Excerpta ex ore Samuëlis Sorbiere, Toulouse, Guillaume Colomyez, 1694, consultable sur Google Livres; le même avec une page de titre en français : Sorberiana, ou bons mots, rencontres agreables, pensées judicieuses, et observations curieuses de Monsieur Sorbière, Paris, Veuve Mabre-Cramoisy, 1694, consultable sur Google Livres.
- Samuel Sorbière, Discours sceptiques [les trois qui figurent dans la Suitte des mémoires de Michel de Marolles (voir ci-dessus)], édition critique établie et présentée par Sophie Gouverneur, Paris, Honoré Champion, 2002.  (ISBN 9782745305619)

### Travaux d'édition et de traduction
- L'Utopie de Thomas Morus, chancelier d'Angleterre, traduicte par Samuel Sorbiere, Amsterdam, Jean Blaeu, 1643, consultable sur Google Livres.
- Petri Gassendi Disquisitio metaphysica. Seu Dubitationes, et instantiae : adversus Renati Cartesii metaphysicam, & responsa, Amsterdam, Jean Blaeu, 1644, consultable sur Gallica.
- Les Mémoires du duc de Rohan, Leyde, J. Vieltmank, 1644, consultable sur Google Livres.
- Elementa philosophica de Cive, auctore Tho. Hobbes Malmesburiensi, Amsterdam, Louis Elzevier, 1647, consultable sur Gallica.
- Elemens philosophiques du citoyen, traicté politique, où les fondemens de la societé civile sont descouverts, par Thomas Hobbes, et traduicts en françois par un de ses amis, Amsterdam, Jean Blaeu, 1649, consultable sur Google Livres ; seconde édition sous le titre Elemens philosophiques du bon citoyen. Traicté politique, etc., Paris, Veuve Pépingué et Est. Maucroy, 1651[2].
- Samuelis Petiti Diatriba De jure, Principum Edictis, Ecclesiæ quæsito nec armis adversus temerantes aut antiquantes vindicato, Amsterdam, Louis Elzevier, 1649, consultable sur Archive Internet.
- George Bate, Les Vrayes causes des derniers troubles d'Angleterre, abbregé d'histoire, où les droicts du Roy et ceux du Parlement et du peuple sont naïfvement représentez, Orange, Édouard Raban, 1653, consultable sur Google Livres.
- Petri Gassendi […] Opera omnia […] in sex tomos divisa, Lyon, Laurent Anisson & Jean-Baptiste Devenet, 1658, consultable sur Google Livres.
- Louis Le Laboureur, Avantages de la langue françoise sur la langue latine, par M. Le Laboureur, Paris, Guillaume de Luyne, 1669 [l'épître dédicatoire est signée Sorbière], consultable sur Google Livres.

### Ouvrages et articles critiques
- Arrest du Conseil d'Estat rendu contre un livre intitulé Relation d'un voyage en Angleterre, Composé par le Sieur de Sorbiere, au desavantage de la Nation Angloise, & au Roy de Dannemark, Paris, Imprimeurs et libraires ordinaires du Roy, 1664, consultable sur Google Livres.
- (en) Thomas Sprat, Observations on Monsieur de Sorbier's voyage into England, Londres, 1665, consultable sur Google Livres.
- Anonyme, Réponse aux faussetés et aux invectives qui se lisent dans la relation du voyage de Sorbière en Angleterre, Amsterdam, Jean Maximilian Lucas, 1675, consultable sur Google Livres.
- François Graverol, « Mémoire pour la vie de Monsieur Samuel Sorbiere », en tête des Sorberiana (voir ci-dessus).
- Pierre Bayle, Réponse aux questions d'un provincial, t. II, chap. LXIV-LXV, Rotterdam, Reinier Leers, 1704, p. 587-618, consultable sur Google Livres ; rééd. dans Œuvres diverses de Mr. Pierre Bayle, t. III, partie II, La Haye, Compagnie des libraires, 1737, p. 620-627, consultable sur Gallica.
- Jean Pierre Niceron, article « Samuel Sorbière », Mémoires pour servir à l'histoire des hommes illustres dans la république des lettres, t. IV, Paris, Briasson, 1728, p. 82-98, consultable sur Google Livres.
- (en) Thomas Birch, The History of the Royal Society of London, for improving Natural Knowledge, from its first Rise. In which the most considerable of those Papers communicated to the Society, which have hitherto not been published, are inserted in their proper order, as a Supplement to the Philosophical Transactions, vol. II, Londres, 1756, p. 456-459, consultable sur Google Livres.
- Michel Nicolas, article « Samuel Sorbière », dans Histoire littéraire de Nîmes et des localités voisines, Nîmes, Ballivet et Fabre, 1854, t. I, p. 333-357, consultable sur Google Livres.
- Edmée-Jacques-Benoît Rathery, Des relations sociales et intellectuelles entre la France et l'Angleterre, depuis la conquête des Normands jusqu'à la Révolution française, Paris, 1856, p. 88-90, consultable sur Google Livres.
- Antoine Péricaud l'Aîné, « Samuel Sorbière dans ses rapports avec Lyon », Mémoires de la Société littéraire de Lyon. Année 1866, Lyon, 1867, p. 195-210, consultable sur Google Livres et sur Gallica.
- Charles Ravel, « Variétés. Les petites misères de quelques médecins catholiques », L'Art médical, journal de médecine générale et de médecine pratique, 15e année, tome XXXI, Paris, 1870, p. 142-149, consultable sur Google Livres. L'auteur recense tout ce qui a trait à Sorbière dans la correspondance de Gui Patin.
- (en) Jean Jules Jusserand, « A journey to England in the year 1663 », dans English Essays from a French Pen, New York-London, 1895, p. 158-192, consultable sur Internet Archive.
- Georges Lacour-Gayet, « Les traductions françaises de Hobbes sous le règne de Louis XIV », Archiv der Geschichte der Philosophie, Band XII, Neue Folge, V. Band, Berlin, Georg Reimer, 1899, p. 202-207, consultable sur Internet Archive.
- André Morize, « Samuel Sorbière (1610-1670) et son "Voyage en Angleterre" (1664) », Revue d'histoire littéraire de la France, avril-juin 1907, p. 231-275, consultable sur Gallica.
- « Samuel Sorbière principal à Orange : sa conversion (1650-1653), Bulletin de la Société d'histoire du protestantisme français, décembre 1907, p. 503-525, consultable sur Gallica.
- « Th. Hobbes et Samuel Sorbière. Notes sur l'introduction de Hobbes en France », Revue germanique, 4e année, 1908, n° 1, p. 195-204, consultable sur Gallica.
- « Samuel Sorbière (1610-1670) », Zeitschrift für französische Sprache und Litteratur, Band XXXIII, Chemnitz und Leipzig, Wilhelm Gronau, 1908, p. 214-265, consultable sur DigiZeitschriften.
- Gaston Sortais, La Philosophie moderne depuis Bacon jusqu'à Leibniz, t. II, Paris, Paul Lethielleux, 1922, p. 192-228, consultable sur Internet Archive.
- Gustave Cohen, Écrivains français en Hollande dans la première moitié du XVIIe siècle, Paris, Librairie ancienne Édouard Champion, 1920, consultable sur Internet Archive.
- « Le voyage de Sorbière en Hollande en 1660 », dans Mélanges d'histoire littéraire générale et comparée offerts à Fernand Baldensperger, t. 1, Paris, Honoré Champion, 1930, p. 148-164.
- Vincent Guilloton, « Autour de la relation du voyage de Samuel Sorbière en Angleterre, 1663-1664 », Smith College studies in modern languages, vol. 11, n° 4. (juillet 1930), p. 3-29.
- (en) Albert G.A. Balz, « Samuel Sorbière (1615-1670) », The Philosophical Review, vol. 39, n° 6 (novembre 1930), p. 573-586.
- René Pintard, Le Libertinage érudit dans la première moitié du XVIIe siècle, Paris, Boivin, 1943 ; réimp. Slatkine Genève-Paris, 1983.
- (en) Richard H. Popkin, « Samuel Sorbière's Translation of Sextus Empiricus », Journal of the History of Ideas, vol. 14, n° 4 (octobre 1953), p. 617-621.
- (en) Quentin Skinner, « Thomas Hobbes and His Disciples in France and England », Comparative Studies in Society and History, vol. 8, n° 2 (janvier 1966), p. 153-167.
- (en) Richard H. Popkin, The History of Scepticism from Erasmus to Spinoza, Berkeley-Los Angeles, London, University of California Press, 1979.
- (en) Wendy Perkins, « The Uses of Science. The Montmor Academy, Samuel Sorbière and Francis Bacon », Seventeenth-Century French Studies, vol. 7, 1985, p. 155-162.
- (it) Domenico Taranto, « Potere e obbedienza.Antropologia e dottrina dello stato nella filosofia politica di Sorbière », Filosofia politica, fasc. 2, vol. 1, 1987, p. 353-376.
- Gianni Paganini, « Bonheur, passions et intérêts : l'héritage des libertins », dans L'État classique. Regards sur la pensée politique de la France dans le second XVIIe siècle, textes réunis par Henri Méchoulan et Joël Cornette, Paris, Vrin, 1996, p. 73-75, consultable sur Google Livres.
- Marian Skrzypek, « Le libertinisme polonais et la littérature clandestine », La Philosophie clandestine à l’âge classique, actes du colloque de l'Université Jean Monnet, Saint-Etienne, du 29 septembre au 2 octobre 1993, recueillis et publiés par Anthony McKenna et Alain Mothu, Paris (Universitas) & Oxford (Voltaire Foundation), 1997, p. 509-520.
- (en) Lorenzo Bianchi, « Sorbière's scepticism : between naturalism and absolutism », in The Return of Scepticism from Hobbes and Descartes to Bayle, edited by Gianni Paganini, Kluwer Academic Publishers, 2003, p. 268-282.
- (en) Lisa T. Sarasohn, « Who was the the Gentleman ? Samuel Sorbière, Thomas Hobbes ans the Royal Society », History of Science, vol. 42, n° 2 (2004), p. 211-232.
- Sophie Gouverneur, « Samuel Sorbière, ou la réhabilitation libertine des passions », Libertinage et philosophie au XVIIe siècle, n° 4 (« Les Libertins et les passions »), Publications de l'Université de Saint-Étienne, 2000.
- « Scepticisme et libertinage politique chez La Mothe Le Vayer et Samuel Sorbière », Littératures classiques, 2004/3 (n° 55), p. 43-51, consultable en ligne.
- Prudence et subversion libertines : la critique de la raison d'État chez François de la Mothe Le Vayer, Gabriel Naudé et Samuel Sorbière, Paris, Champion, 2005[3].